# アゴハゼ属
アゴハゼ属（学名 Chaenogobius）は、スズキ目ハゼ科に分類されるハゼの一属。

## 概要
中国、朝鮮半島、日本に分布し、タイドプールでよく見られる。体は側扁した円筒型で、胸鰭に遊離鰭条があるのが特徴。

## 種
アゴハゼ（C. annularis）とドロメ（C. gulosus）の2種のみで構成される:
- Chaenogobius annularis T. N. Gill, 1859 (Forktongue goby) アゴハゼ
- Chaenogobius gulosus (Sauvage, 1882) ドロメ